# Pravda
De Pravda (Russisch: Правда; De Waarheid) is een Russisch dagblad dat van 1917 tot en met 22 augustus 1991 het officiële orgaan van het Centraal Comité van de Communistische Partij van de Sovjet-Unie was. In de Sovjet-Unie was er naast de Pravda nog een ander belangrijk dagblad, genaamd Izvestia (Nieuwsberichten). Tegenwoordig komt de krant drie keer per week uit.
Een aantal andere Russische kranten wordt ook Pravda genoemd, waarvan de Komsomolskaja Pravda, de vroegere officiële krant van de Komsomol en tegenwoordig het bestverkopende boulevardblad van Rusland, de bekendste is. De Communistische Partij van de Russische Federatie heeft momenteel een krant die Pravda heet.

## Sovjetperiode
De Pravda werd opgericht door Lenin, met als doelstelling de vereniging van de arbeiders tegen de monarchie in Rusland. Het eerste nummer verscheen op 5 mei 1912 en het blad bereikte al snel een oplage van meer dan 130.000 exemplaren. Onder Lenin, tijdens het Stalin-tijdperk en ook daarna was de krant een propaganda-instrument van de Communistische Partij van de Sovjet-Unie.
De krant werd zwaar gecensureerd en de hoofdredactie stond in nauw contact met de Sovjetleiders in het Politbureau en Presidium van de Opperste Sovjet. De krant bracht de partijleider dagelijks op de voorpagina, ook wanneer er geen nieuwswaardige feiten waren en bij de Sovjetleiders werd in een artikel steeds opnieuw de complete aanduiding van hun functie genoemd. Dat maakte de Pravda tot een slecht leesbare krant. De journalisten moesten steeds opbeurend nieuws brengen over de Sovjet-Unie, haar bondgenoten en met name over de economie. Dat de lezing van de Pravda niet strookte met de werkelijkheid zorgde ervoor dat men deze krant, en de andere Sovjet-kranten, niet langer vertrouwde. Voor werkelijk nieuws waren de Sovjets, ook de leidinggevenden, aangewezen op de samizdat, de gestencilde ondergrondse pers, en buitenlandse radiozenders zoals Radio Free Europe/Radio Liberty, de BBC World Service en de Voice of America.
De Pravda was onmisbaar voor wie wilde weten hoe de vlag er in het Kremlin bijhing. Wanneer een prominent Sovjetpoliticus niet of weinig werd genoemd betekende dat in de ogen van de "Kremlin-watchers" dat hij in politieke problemen was gekomen. Ook zijn plek in een opsomming van personen en op een foto was een indicatie van zijn belang. Sovjet-leider Nikita Chroesjtsjov gebruikte een bondgenoot in de hoofdredactie van de Pravda om zijn rivaal Georgi Malenkov monddood te maken. Soms werd de Pravda gebruikt om een discussie te starten of juist te beëindigen. Dat was conform de beginselen van het "Democratisch centralisme" zoals dat door Lenin was geformuleerd. De Communistische Partij discussieerde onder toezicht van de partijleiding en wanneer er consensus was, of een vleugel zijn mening had doorgezet, werd het standpunt van boven naar beneden door de partijorganen doorgegeven.
Bij de discussies was de Pravda de vertolker van het standpunt van de partijorganisatie, de nomenklatoera. Andere kranten en bladen waren de spreekbuis van de (niet erg invloedrijke) vakbonden, de Opperste Sovjet, de ministeries en de bureaucratie (zij vonden in de Izvestia hun spreekbuis), de strijdkrachten of de KGB. De kranten waren door cliëntelisme en patronage aan de machtige mannen in het Kremlin gebonden.
Wanneer de Pravda (dat wil zeggen de hoofdredactie en een groep communisten onder bescherming van een of meer leden van de partijtop) een probleem op de politieke agenda wilde zetten werd soms een opinieartikel over dat onderwerp gepubliceerd. Soms koos men voor een al dan niet gefingeerde of in scène gezette ingezonden brief van een "verontwaardigde Sovjetburger" die een misstand aan de kaak stelde. De Pravda was meer dan eens de vertolker van antisemitische vooroordelen, waarbij Joodse intellectuelen impliciet werden veroordeeld onder de bedrieglijke term "kosmopolitisme". Ook terreurcampagnes, bijvoorbeeld tegen de vaak Joodse Kremlinartsen, werden door de Pravda ingeluid.
De Pravda had censors die de teksten vooraf goed- of afkeurden. Het aantal verboden onderwerpen was groot: misoogsten, misdaad, alcoholmisbruik, statistieken over levensverwachting en geboortecijfers, godsdienst, de emigratiewensen van Russische Joden, economische problemen, de misdaden van politici, de Februarirevolutie in 1917, de werkelijke gang van zaken tijdens de Oktoberrevolutie, schaarste aan woningruimte en slechte bevoorrading van de winkels, dissidenten, bedrijfsongevallen, incidenten in de kernindustrie, sociale spanningen, de levensstandaard in West-Europa en Amerika, vliegtuigongelukken (tenzij er buitenlanders aan boord waren) en de censuur zélf stonden op de lijst van min of meer verboden onderwerpen. Alleen wanneer een van de machthebbers in de Communistische Partij een probleem wilde aankaarten was er ruimte voor enige vrijheid.
De burgers van de Sovjet-Unie hadden geen toegang tot buitenlandse kranten of weekbladen. De Pravda gaf een zeer negatief beeld van de levens- en werkomstandigheden buiten de Sovjet-Unie en overdreef de successen van de Sovjet-Unie. Dat maakte de propaganda en agitatie ("agitprop") tot een relatief succes.
De Sovjetpers was opvallend humorloos en ook de Pravda was een dorre en saaie krant met weinig foto's en geen advertenties. Voor humor was er het satirische tijdschrift Krokodil dat iets meer vrijheid genoot dan de kranten.
Toen Gorbatsjov eind jaren tachtig meer openheid voorstond, verloor de krant populariteit en liep het aantal lezers terug. In de nieuwe vrijheden die glasnost en perestrojka brachten, was het blad terughoudend. Dit veranderde toen hoofdredacteur Viktor Afanasjev in 1989 werd vervangen door de hervormingsgezinde Ivan Frolov. Bij het uiteenvallen van de Sovjet-Unie was de oplage ongeveer zes miljoen.

## Na de Sovjet-Unie
Na de augustusstaatsgreep in Moskou liet president Boris Jeltsin op 22 augustus 1991 een decreet uitvaardigen waarmee de CPSU werd opgeheven en op al haar bezittingen beslag werd gelegd inclusief haar spreekbuis de Pravda. Een aantal werknemers van Pravda vochten voor hun vrijheid van meningsuiting en richtten enkele weken later een nieuwe Pravda op. Het blad raakte echter in grote financiële moeilijkheden en enkele maanden later verkocht hoofdredacteur Gennadi Seleznjov (nu een Doema-afgevaardigde) de Pravda aan de Grieks-Cypriotische ondernemersfamilie Yannikos. Dit viel in slechte aarde bij een deel van het personeel, dat vervolgens zelf een nieuwe Pravda oprichtte, die echter later weer werd gesloten onder dwang van de regering. De "oude Pravda" werd in 1993 kortstondig gesloten tijdens de Russische constitutionele crisis. Sindsdien wordt het weer uitgegeven als het partijblad van de CPRF. Het blad ging later over op tabloidformaat. Het blad heeft nu een oplage van ongeveer 100.300 exemplaren (september 2007).
Journalisten van de gesloten Pravda richtten in januari 1999 de nieuwswebsite Pravda Online (pravda.ru) op, de eerste nieuwswebsite van Rusland, die het nieuws vaak vanuit een nationalistische en sensationalistische invalshoek weergeeft. Deze website wordt gedeeltelijk ook vertaald naar het Engels, Italiaans en Portugees.
Beide Pravda's staan niet met elkaar in verband, maar de journalisten hebben wel vaak contact met elkaar. Daarnaast zijn er in andere voormalige Sovjetlanden ook Pravda's gelanceerd, zoals in Litouwen en Oekraïne, al hebben deze niet altijd dezelfde achtergrond.
Op 10 februari 2006 verwoestte een brand het gebouw van de Pravda, waardoor het hele archief, alle historische uitgaven inclusief alle beelden verloren gingen.

## Galerij

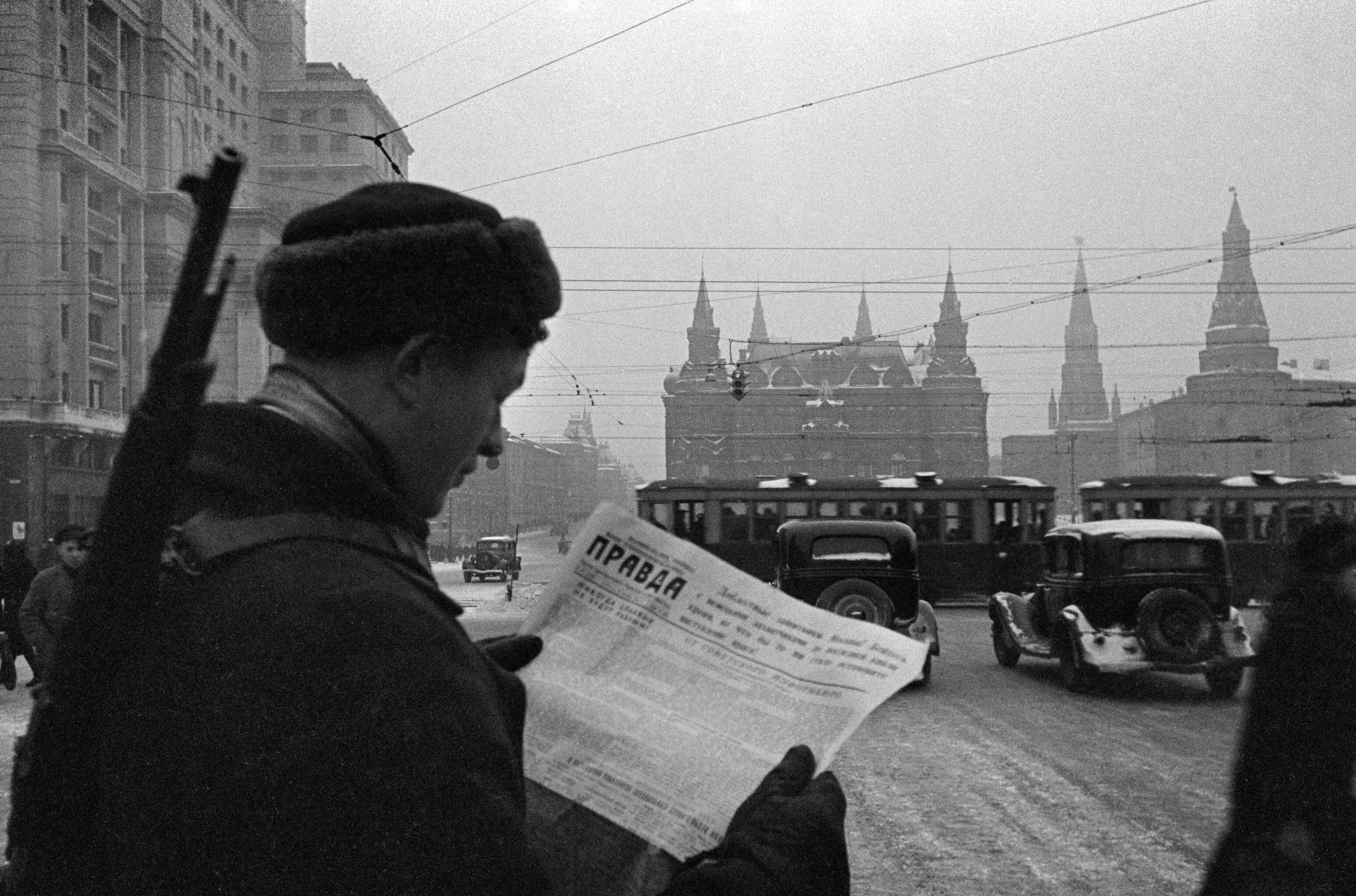
Een soldaat in oorlogstijd leest de Pravda - december 1941
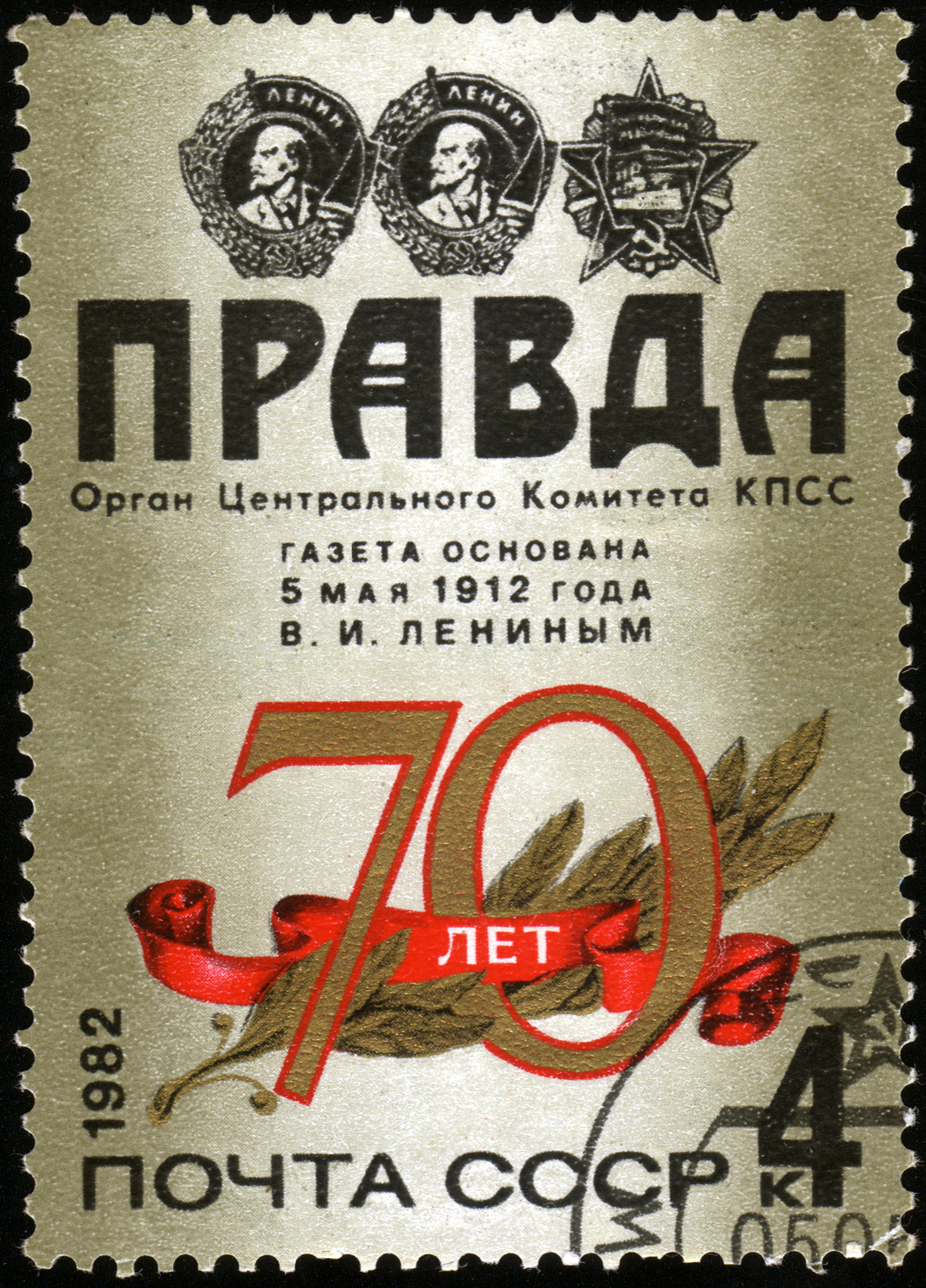
Postzegel uit de Sovjet-Unie die het 70-jarig bestaan van de krant viert
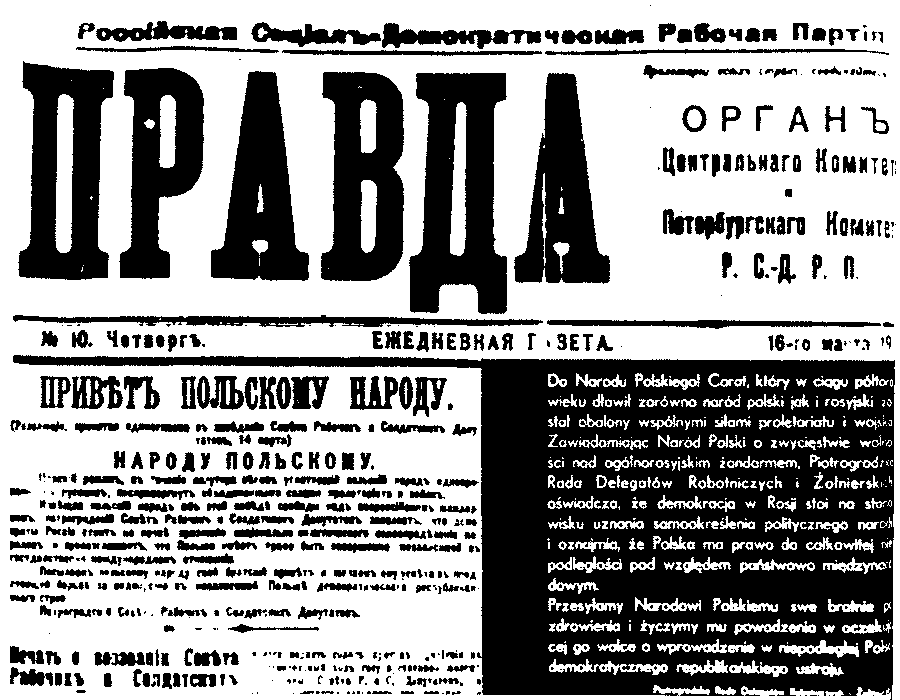
Een exemplaar van de krant van 16 maart 1917